# Jim Les
James Allen Les  (Niles, Illinois, 18 de agosto de 1963) es un exjugador de baloncesto estadounidense. Con una estatura de 1.80, jugaba en la posición de base. 

## Trayectoria deportiva

### Universidad
Jugó durante cinco temporadas en el baloncesto universitario de Estados Unidos, jugando 2 temporadas en Universidad de Cleveland State y otras tres en la Universidad de Bradley 
en las que promedió 9,7 puntos y 7,5 asistencias.

### Profesional
Es elegido en la 3ª ronda  con el puesto 70 en el  Draft de la NBA de 1986 por Atlanta Hawks. Su carrera deportiva transcurriría casi íntegramente en su país, jugando en ligas menores estadounidenses como la CBA y en la NBA, donde juega en cuatro equipos distintos (Utah Jazz, Sacramento Kings, Los Angeles Clippers y Atlanta Hawks) contabilizando en 321 partidos unos promedios de 3,8 puntos en 13 minutos de juego. Era un gran tirador, refrendándolo en el concurso de Triples del año 1992, donde fue finalista, solo superado por el especialista  Craig Hodges. La última experiencia como profesional fue en el Club Baloncesto Salamanca de la Liga ACB, equipo en el que únicamente jugó 7 partidos, promediando 13 puntos por encuentro. Su fugaz paso por España está envuelto en la polémica, ya que el jugador abandonó el equipo salmantino sin dar ningún tipo de aviso previo.

### Entrenador
Después de retirarse ha seguido ligado al baloncesto, siendo sus primeras experincias como asistente en los Omaha Racers de la CBA y en el equipo femenino de la WNBA Sacramento Monarchs. Después se especializaría en la NCAA, siendo entrenador principal de una de sus Alma mater, la Universidad de Bradley durante 9 años. En el año 2011 pasaría  a ejercer el mismo puesto en la Universidad de California, Davis.